# 玻利瓦尔省
玻利瓦尔省是位于哥伦比亚北部加勒比海沿海地区的一个省，首府卡塔赫纳，2018年人口为212万。